# Madasumma dorsalis
Madasumma dorsalis är en insektsart som först beskrevs av Hermann Burmeister 1838.  Madasumma dorsalis ingår i släktet Madasumma och familjen syrsor. Inga underarter finns listade i Catalogue of Life.